# Aphanitoma mariottinii
Aphanitoma mariottinii is een slakkensoort uit de familie van de Borsoniidae. De wetenschappelijke naam van de soort is voor het eerst geldig gepubliceerd in 2001 door Smriglio, Rufini & Martin Perez.